# Денисов, Валерий Сергеевич
Валерий Сергеевич Денисов (22 февраля 1926 — 22 июня 2012) — советский и российский артист цирка, наездник, танцор, заслуженный артист РФ (1996).

## Биография
Денисов Валерий Сергеевич родился 22 февраля 1926 года. В 1944 году, 17 января, был демобилизован из армии. В 1945—1949 годах учился на актёрском факультете ВГИКа (курс Василия Васильевича Ванина). В 1949—1951 годах был актёром Московского театра-студии киноактера, работал в ансамбле танца под руководством Моисеева и на телевидении.
С 1951 года начал работать в цирке. В 1951—1956 годы выступал в конном ансамбле под руководством М. Туганова в пантомиме «На Дону» в качестве героя-наездника и танцора. В том же 1951 году женился на Дзерассе Тугановой. С 1956 года начал сольную карьеру в цирке. В 1961 году возглавил конный ансамбль Туганова.
В 1962 году создал конную фольклорную программу «Иристон». В том же году Эльдар Рязанов пригласил Денисова на роль Давыда Васильева в комедии «Гусарская баллада». Прообразом вожака партизанского отряда был известный участник Отечественной войны 1812 года Денис Давыдов. В фильме снимались и джигиты из его программы «Иристон», что принесло группе огромную популярность и любовь публики.
В 1966 году выпустил сольный номер «Высшая школа», где он появлялся на манеже, ведя на вожжах танцующую лошадь. В 1985 году подготовил новый номер — классическое табло «Цыганская сюита» с дрессированными лошадьми и шотландскими пони. В 1970 году женился на артистке цирка Марте Авдеевой, руководившей в то время номером «Семафор-гигант».
Закончил выступления в 1997 году.
Умер 22 июня 2012 года. Похоронен на Донском кладбище (уч. 10).

### Семья
- Первая жена — Дзерасса Михайловна Туганова (1929-2020; брак с 1951 года), советская осетинская и российская цирковая артистка, наездница, дрессировщица, педагог, народная артистка РСФСР, дочь Михаила Туганова.
  - Дочь — Нина Денисова;
    - Внучка — Полина.
- Вторая жена — цирковая артистка Марта Константиновна Авдеева (1945—1995; брак с 1970 года), заслуженная артистка РСФСР.
  - Дочь — цирковая артистка Екатерина Денисова-Авдеева (род. 1972).

## Награды
- Заслуженный артист Северо-Осетинской АССР (1960)
- Лауреат Всесоюзного конкурса циркового искусства (1964)
- Медаль «За трудовую доблесть» (14 февраля 1980)[3][4]
- Заслуженный артист РФ (9 апреля 1996)[5]

## Цирковые работы
- 1956—1961 — «Двойная высшая школа верховой езды»
- 1962—1965 — «Иристон»
- 1966 — «Высшая школа»
- 1985 — «Классическое табло», «Цыганская сюита»

## Фильмография
- 1962 — Гусарская баллада — Давыд Васильев, вожак партизан